# François-Marie Suzanne
François-Marie Suzanne (1750-1813) est un sculpteur français. Élève de Jean-Baptiste d'Huez à l'Académie royale de peinture et de sculpture, il fut second prix de Rome de sculpture en 1775 pour Numa Pompilius élu roi des romains et premier prix (en réserve) en 1777 pour Scævola devant Porsenna .  Son œuvre comprend une statuette représentant  Jean-Jacques Rousseau, une terre cuite intitulée Bacchanale (1776) et une autre terre cuite représentant Benjamin Franklin (1793). De juillet à août 1779, il accompagna Jacques-Louis David lors des visites à Naples, Pompéi et Herculanum. Il meurt à Paris le 13 octobre 1813.